# Pyrenula microtheca
Pyrenula microtheca är en lavart som beskrevs av R. C. Harris. Pyrenula microtheca ingår i släktet Pyrenula och familjen Pyrenulaceae.   Inga underarter finns listade i Catalogue of Life.